# Oleoresina
L' oleoresina  és una barreja més o menys fluida d'una resina i un oli essencial o gras, obtinguts per evaporació dels dissolvents utilitzats per a la seva producció. Les oleoresines naturals també es coneixen com a bàlsams.

## Propietats
A diferència dels olis essencials obtinguts per destil·lació al vapor, les oleoresines abunden en compostos més pesats, menys volàtils i lipòfils, com resines, ceres, greixos i olis grassos. Les gomo-oleoresines (resines oleo-goma, resines de goma) es produeixen principalment com a bàlsams bruts i també contenen gomes solubles en aigua. El processament d'oleoresines es realitza a gran escala, especialment a la Xina (400.000 tones anuals a la dècada de 1990), però la tecnologia és massa intensiva en mà d'obra per ser viable en països amb alts costos laborals, com els EUA.
Les oleoresines es preparen a partir d'espècies, com ara alfàbrega, pebre vermell, cardamom, llavors d'api, escorça de canyella, brot d'olor, fenogrec, bàlsam d'avet, gingebre, jambu, labdanum, macis, marduix, nou moscada, julivert, pebre (blanc/negre), pimenta (pebre de Jamaica), romaní, sàlvia, salat (estiu/hivern), farigola, cúrcuma, vainilla i fulles de llorer de les Índies Occidentals. Els dissolvents utilitzats són no aquosos i poden ser polars (alcohols) o no polars (hidrocarburs, diòxid de carboni).

## Llista d'oleoresines
Entre altres:
- Oleoresina de "Capsicum"
- Oleoresina de "pebre vermell"[5]
- Oleoresina de "Pimentó"
- Oleoresina de "Boletus edulis"
- Oleoresina de Pebre negre
- Oleoresina de Cardamom
- Oleoresina de Cassia
- Oleoresina de Llavor d'api
- Oleoresina de Capoll de clau
- Oleoresina de Llavor de coriandre
- Oleoresina de Llavor de comí
- Oleoresina de Curri
- Oleoresina de Llavor de Fonoll
- Oleoresina de Fenugreek
- Oleoresina de Gingebre vermell
- Oleoresina d'All
- Oleoresina de Gingebre
- Oleoresina de Ginebre
- Oleoresina de Lemon grass, herbes cítriques
- Oleoresina de Nou Moscada
- Oleoresina de resinoides olibanum
- Oleoresina de Ceba
- Oleoresina de Llavor de julivert
- Oleoresina de Extracte de Romero
- Oleoresina d'Extracte de vainilla
- Oleoresina de Pebre blanc